# Baureihe 185
De Baureihe 185 is een elektrische locomotief van type Bombardier TRAXX F140 AC / F140 AC2, bestemd voor het goederenvervoer van de Deutsche Bahn (DB).

## Geschiedenis
In de jaren 90 gaf de Deutsche Bahn aan de industrie opdracht voor de ontwikkeling van nieuwe locomotieven ter vervanging van locomotieven van de types 103, 151, 111, 181.2 en 120. Hierop presenteerde AEG Hennigsdorf in 1994 het prototype 12X die later als Baureihe 145 door Adtranz te Kassel werd gebouwd. Uit dit prototype ontstond een groot aantal varianten.
Deze locomotieven worden tegenwoordig door Bombardier te Kassel gebouwd. De ruwbouw van de locomotiefkasten vindt sinds 2008 plaats in de werkplaats in Wrocław en de eindmontage in de vestiging Kassel. In december 2009 werd de laatste locomotief uit deze serie afgeleverd aan de DB.
Van deze locomotieven zijn een aantal omgebouwd voor treindiensten naar of in:
- Zwitserland
- Oostenrijk
- Denemarken
- Zweden
- Frankrijk

De aanpassingen waren onder meer het aanbrengen van extra beveiligingsapparatuur, stroomafnemer met ander sleepstuk.

## Constructie en techniek
De locomotief heeft een stalen frame. De tractie-installatie is uitgerust met draaistroom en heeft driefasige asynchrone motoren in de draaistellen. Iedere motor drijft een as aan. Door aanpassing van de software is het vermogen van de F140 AC en de F140 AC2 verhoogd tot 5600 kW.

## Nummers
De locomotieven werden door DB Schenker Rail als volgt genummerd:
| Lijst van de 185 |          |          |                   |             |
| Nummer           | Eigenaar | Type     | UIC nummer        | Opmerkingen |
| 185 001 - 200    | DB AG    | F140 AC  | 91 80 61 85 xxx-x |             |
| 185 201 - 406    | DB AG    | F140 AC2 | 91 80 61 85 xxx-x |             |

## Treindiensten
De locomotieven worden door DB Schenker Rail ingezet in het goederenvervoer in Duitsland en naar de volgende landen:
- naar Nederland
- door Zwitserland naar grens Italië
- door Oostenrijk naar grens Italië
- naar Frankrijk
- door Denemarken naar Zweden